# Juanito Victor Remulla
Juanito Victor Catibayan Remulla Jr., detto Jonvic (Manila, 24 ottobre 1967), è un politico filippino.
Figlio di Juanito, nonché fratello di Jesus Crispín e Gilbert, è Governatore della provincia di Cavite dal 2019, carica che ha già ricoperto tra il 2010 e il 2016.

## Biografia
Nato a Manila, è membro della nota famiglia Remulla: il padre Juanito è stato il più longevo Governatore di Cavite, mentre i fratelli Jesus Crispín e Gilbert hanno anch'essi ricoperto cariche a livello provinciale e congressuale.
Studia filosofia presso l'Università delle Filippine Diliman, dove è membro della confraternita Upsilon Sigma Phi. Inizia la propria carriera politica nel 1995 come membro del Consiglio provinciale di Cavite, prima di essere eletto vicegovernatore tre anni dopo a fianco di Revilla Jr. (1998-2001) e nel 2001 a fianco di Maliksi (2001-2007), quest'ultimo stretto alleato sin dai tempi del padre Juanito. I due trionfano anche alle elezioni del 2004: il terzo e ultimo mandato di Remulla (2004-2007) lo vede assumere temporaneamente la carica di governatore in tre occasioni, a seguito di una serie di sospensioni inflitte a Maliksi dalla Ombudsman Gutiérrez in merito all'acquisizione di 7,5 milioni di pesos di riso nel 2004. Malgrado le accuse lanciate al suo alleato, Remulla decide di non presentarsi alle elezioni del 2007 per sfidarlo. 
Torna in politica nel 2010 quando viene eletto Governatore grazie alla vittoria sul candidato Campaña, quest'ultimo sostenuto apertamente da Maliksi. Tale divergenza di vedute segna la definitiva rottura tra i due vecchi alleati, che si sfidano per la massima carica nel 2013, dove a prevalere è nuovamente Remulla – affiancato dall'attore Revilla III – in rappresentanza dell'NP. Durante la sua permanenza come Governatore, Cavite è dichiarata tra le provincie più efficienti da parte del DILG, similarmente a ciò che accadde durante la gestione del padre Juanito. Nominato portavoce di Binay nel 2014, al termine del suo secondo mandato Remulla decide di non ricandidarsi in attesa degli esiti delle presidenziali del 2016: con una mossa a sorpresa, nel mese di aprile interrompe la propria alleanza con l'UNA per sostenere la candidatura del Sindaco di Davao Duterte, il quale poi si insedia al Malacañang battendo agevolmente tutti gli altri avversari. 

### Vita privata
Remulla è sposato con Agnes Tirona, dalla quale ha avuto cinque figli.